# Русификация Польши
Русификация Польши (пол. rusyfikacja Polaków w okresie zaborów) — политика Российской империи в XIX — начале XX века в отношении Царства Польского, направленная на ликвидацию его автономии, интеграцию польских территорий в состав Российской империи, распространение русского языка и культуры и вытеснение польского языка и польской национальной культуры, прежде всего в административной и образовательной сферах. Наибольший размах политика русификации Польши приобрела после подавления Январского восстания 1863 года и в последние десятилетия XIX века.

## Предыстория
Созданное по результатам соглашений, достигнутых на Венском конгрессе 1815 году, Царство Польское обладало широкой автономией под верховной властью российского императора. Оно обладало собственной конституцией, являвшейся одной из самых либеральных в Европе, которая предусматривала, в частности, свободу слова и религиозную терпимость, а также двухпалатным парламентом (сеймом). Царство Польское имело собственное законодательство, административную и судебную систему, вооружённые силы, денежную единицу и таможенную территорию. Главой государства являлся российский император, имевший титул короля (царя) Польши. Царство Польское фактически находилось в личной унии с Российской империей.

## Ноябрьское восстание и реакция 1830-х — 1840-х годов
Однако уже в 1820-е годы, в период когда главнокомандующим польской армией и фактическим наместником Польши являлся великий князь Константин Павлович, начался процесс ограничения автономии страны. Конфликты Константина Павловича с польским сеймом, его пренебрежение конституцией, репрессии против польских либералов и замещение поляков в высшей администрации русскими вызвали массовое возмущение и рост недовольства российской властью в Польше. Это вылилось в Ноябрьское восстание 1830 года, которое в 1831 году было разгромлено российской армией. После подавления восстания в 1832 году вместо отменённой Конституции был издан Органический статут Царства Польского, который резко ограничил самостоятельность Польши: были упразднены польский сейм и отдельные польские вооружённые силы, а царство Польское объявлялось неотъемлемой частью Российской империи. Начался процесс ликвидации национальных особенностей судебной и административной системы. В 1837 году было введено губернское устройство взамен польских воеводств, затем на Польшу была распространена российская денежная система и система мер и весов. В 1839 году было упразднено отдельное ведомство по вопросам просвещения и образования, закрыт Варшавский университет и «Общество друзей науки», сокращено количество гимназий. Резко усилилась цензура, были запрещены книги Адама Мицкевича, Юлиуша Словацкого и ряда других польских поэтов и писателей. Множество деятелей национального движения и культуры были вынуждены эмигрировать из Польши («Великая эмиграция»).

## Либерализация 1850-х годов и Январское восстание
С воцарением Александра II политика Российской империи в Польше была существенно либерализована. Было отменено военное положение, смягчена цензура, разрешена деятельность культурно-просветительских и экономических обществ. Среди поляков начало развиваться движение за сотрудничество с Россией, особенно в решении социально-экономических проблем. Большое влияние приобрело «Земледельческое общество» Анджея Замойского, работавшее над реформированием аграрных отношений и техники и отказавшееся от политических требований. Ликвидация в 1851 году таможенной границы между Царством Польским и Россией дала сильный толчок развитию польской промышленности.
Радикальная оппозиция сосредоточилась главным образом в эмиграции и среди студентов. C 1861 года во главе радикального лагеря встал Центральный национальный комитет Ярослава Домбровского, наладивший широкие связи как в Царстве Польском, так и в Европе и в России. Рост национального движения и волнения среди польских крестьян в связи с Крестьянской реформой в России заставили российское правительство пойти на определённые уступки: в 1861 году был восстановлен Государственный совет Царства Польского, создана особая комиссия по делам просвещения и религии, во главе которой встал один из лидеров польских консерваторов Александр Велёпольский, позже, в 1862 году, назначенный начальником гражданского управления Польши. 25 февраля 1861 года был издан указ о замене барщины денежным чиншем, что вызвало недовольство польского дворянства. Также было проведено уравнение евреев в гражданских правах и предоставлены возможности для расширения изучения польского языка и культуры в школах. В то же время 6 апреля 1861 года было закрыто «Земледельческое общество», а демонстрация в Варшаве, организованная радикалами, была расстреляна войсками. Ряд тайных революционных обществ был разгромлен, а Домбровский арестован. Тем не менее брожение продолжалось, на наместника Польши великого князя Константина Николаевича и Велёпольского были совершены покушения. В ответ было принято решение о рекрутском наборе польской молодёжи по особым спискам. Это вызвало восстание 22 января 1863 года, которое быстро распространилось на всю территорию Польши.
Январское восстание 1863—1864 годов стало последним вооружённым выступлением поляков против российской власти в XIX веке. Несмотря на то что в нём участвовали широкие слои польского дворянства и интеллигенции, крестьянство в целом осталось пассивным. Столкновения с российской армией имели характер партизанской войны, и к сентябрю 1864 года мятеж был полностью подавлен. Более 18 тысяч человек было сослано в Сибирь, около 400 казнено. Всего из Польши в другие регионы империи было выслано около 70 тысяч человек. В распоряжении казны оказалось огромное количество конфискованной земли и другого имущества участников восстания. В то же время российское правительство было вынуждено пойти на коренную реформу аграрных отношений: по закону от 19 февраля 1864 года польские крестьяне получили личную свободу, право собственности на свои наделы без выкупа, причём права пользования пастбищами и лесами были сохранены.

## Русификация в 1860-х — 1870-х годах
Подавление Январского восстания дало толчок к развёртыванию политики ликвидации автономии Царства Польского и более тесной интеграции Польши в состав Российской империи. Поскольку основу польской оппозиции составляло дворянство, первым шагом правительства стало отстранение шляхты от влияния на местном и центральном уровне. В 1864 году была проведена реформа местного управления, резко сократившая долю представителей дворянства в местных органах власти. В западных губерниях России, где сохранялось доминирование польского дворянства, под руководством М. Н. Муравьёва, губернатора Северо-Западного края, стала проводиться программа интенсивной русификации: было запрещено использование польского языка в школах, администрации, коммерческой переписке и общественных местах, запрещались церковные книги на польском языке, поляки были вытеснены из государственных учреждений. Одновременно поощрялось распространение православия и ущемлялась католическая церковь, в частности, католикам было запрещено занимать государственные должности..
На землях Царства Польского русификация была более осторожной. Была введена контрибуция на землевладельцев в размере 10 % доходов их земель, что способствовало падению экономической мощи польского дворянства. Особую роль играла политика унификации системы управления Царства Польского с остальной территорией Российской империи. В 1867 году было утверждено Положение о губернском и уездном управлении, в соответствии с которым число губерний в стране было увеличено с 5 до 10. В 1866—1871 годах были упразднены единые органы управления Польшей — Государственный совет, Административный совет, правительственные комиссии и Исполнительный комитет. В 1874 году был упразднён институт наместничества, а вся полнота власти была передана варшавскому генерал-губернатору. Царство Польское как автономная государственная единица фактически перестало существовать, и польские территории стали именоваться «губерниями Царства Польского». Аналогичные мероприятия проводились и в сфере законодательства: в 1866 году на Польшу было распространено действие российского уголовного кодекса, в 1875 году судопроизводство было переведено на русский язык.
В конце 1860-х годов русификация из административно-правовой сферы распространилась на сферу образования. В 1869 году была закрыта Варшавская главная школа, на базе которой был учреждён Императорский Варшавский университет; преподавание отныне велось на русском языке. Преподавание во всех других государственных высших и средних учебных заведениях Польши также было переведено на русский язык. Лишь в низшей школе сохранялось обучение на польском языке. Одновременно шло наступление на католицизм: запрещалось преподавание католического вероучения в школах, в 1875 году ликвидирована грекокатолическая церковь, униатов принуждали к переходу в православие. Положение католической церкви в Польше несколько улучшилось после начала понтификата Льва XIII, сторонника сближения с российским императором, и заключения в 1884 году соглашения между Россией и Ватиканом.
В Польше делопроизводство было окончательно переведено на русский язык к 1875 году, хотя польский по-прежнему использовался в школах для религиозного преподавания, а также повсеместно в устном общении и частной переписке.

## Русификация и борьба с ней в 1880-х — 1890-х годах
Политика русификации в Польше в краткосрочном плане принесла определённые успехи: радикальная оппозиция была разгромлена, большинство польского общества пришло к осознанию невозможности в ближайшем времени обретения независимости и необходимости сотрудничества с российскими властями. На первый план вышли текущие проблемы просвещения и модернизации экономики. В результате в конце XIX века доминирующее влияние в польском национальном движении приобрели идеи позитивизма, политического реализма и «органической работы» на благо страны.
Но уже со второй половины 1880-х годов национальное движение вновь начало приобретать политическую окраску: новое поколение польской молодёжи не удовлетворялось идеями «органической работы» и снова подняло требования восстановления самостоятельности Царства Польского. Этот перелом во многом был связан с углублением русификации польской системы образования и проводимой в западных польских землях, входивших в состав Пруссии, политикой «культуркампфа». По времени возвращение к политической борьбе совпало с публикацией исторической трилогии Генрика Сенкевича (1884—1888), давшей новый импульс польскому патриотизму. Основные принципы и цели польских радикалов были сформулированы в 1887 году в памфлете Зигмунта Милковского, который в том же году основал в эмиграции «Польскую лигу», призванную координировать борьбу патриотов всех частей Польши с целью убедить правительства России и Германии пойти на восстановление автономии польских земель.
В то же время в Царстве Польском сохранялось фактически военное положение, военные власти имели особые полномочия, позволявшие им вмешиваться в гражданскую жизнь польских губерний. При Александре III усилились гонения на польскую культуру, была ужесточена цензура, продолжалось вытеснение польского языка из сфер администрации, суда и школьного образования. С конца 1880-х годов наиболее применяемыми наименованиями российской Польши становятся названия «Привислинский край», «Привислинские губернии» и «губернии Привислинского края». Школьные программы по истории составлялись в прорусском духе, особое возмущение патриотов вызывали учебники Д. И. Иловайского, фальсифицирующие историю Польши. В 1885 году языком преподавания в народных школах был объявлен русский язык.
Для борьбы против русификации в конце 1880-х — 1890-х годов стали создаваться тайные учебные заведения, в которых велось преподавание польского языка, истории и культуры. Сеть тайных школ быстро покрыла всю Польшу, был даже создан тайный «Летучий университет» в Варшаве, постоянно меняющий место проведения занятий, в котором ведущие польские учёные преподавали историю, естественные науки, философию, филологию и другие дисциплины. К 1901 году система тайного образования охватила почти треть населения страны. Одновременно усиливалось влияние тайных групп и организаций, прежде всего молодёжного движения «Зет», которые помимо просветительской работы и печати подпольной литературы занимались подготовкой вооружённого восстания. В 1894 году после массовой демонстрации польских патриотов в Варшаве была проведена крупная полицейская акция, в результате которой многие члены тайных обществ были арестованы, однако уже в 1898 году «Зет» был восстановлен под руководством «Лиги народовой» во главе с Романом Дмовским.

## Обострение польского вопроса на рубеже XIX—XX веков
Вступление на российский престол Николая II оживило надежды на либерализацию политики России в отношении Польши. В 1897 году император посетил Варшаву, где дал согласие на учреждение Политехнического университета и установку памятника Мицкевичу. Но, хотя правительство отказалось от дальнейшего углубления политики русификации, реальных сдвигов в сторону либерализации положения в стране также не произошло.
В то же время польское национальное движение продолжало радикализироваться. В 1897 году на основе «Лиги народовой» была создана Национально-демократическая партия Польши, которая, хотя и имела своей стратегической целью восстановление независимости Польши, боролась прежде всего против русификационных законов и за восстановление польской автономии. Национал-демократическая партия вскоре стала ведущей политической силой Царства Польского и приняла участие в деятельности Российской государственной думы (фракция Польское коло). С другой стороны, всё большее влияние приобретала Польская социалистическая партия Юзефа Пилсудского, которая организовала целый ряд забастовок и стачек на промышленных предприятиях Царства Польского. Во время русско-японской войны 1904—1905 годов Пилсудский посетил Японию, где пытался добиться финансирования восстания в Польше и организации польских легионов для участия в войне против России. Против этого выступали национал-демократы Романа Дмовского. Тем не менее Пилсудскому удалось заручиться поддержкой Японии в закупке вооружения, а в 1904 году он создал Боевую организацию Польской социалистической партии, которая на протяжении следующих лет осуществила несколько десятков террористических актов и нападений на российские учреждения и организации, из которых наиболее известно Безданское ограбление 1908 года. Только в 1906 году боевиками Пилсудского было убито 336 российских чиновников и военнослужащих.

Не избегли мы ошибок и с неумелой русификацией Польши.— Н. П. Дурново: В Польше. В Литве // Русская панславистская политика на православном Востоке и в России 

## Исторические сравнения
Русификация Польши в целом проходила успешнее русификации Финляндии, что объяснялось как близким родством русского и польского народов, так и близостью и понятностью русской культуры. Для сравнения, русский язык в Финляндии даже во времена наиболее интенсивной русификации так и не потеснил шведский, распространившийся в Финляндии ещё в XII—XIII веках.
Царскому правительству удалось добиться деполонизации ряда ранее полонизированных регионов (Литва, Белоруссия, Украина), но в губерниях (воеводствах), составлявших собственно Привислинский край (за исключением района Хелма, где проживало значительное количество украинцев и который был выведен из его состава в 1912 году) демографическое большинство поляков оставалось незыблемым и число русских там никогда не было сколько-нибудь значительным. Местные евреи лучше говорили по-польски, чем по-русски, несмотря на наличие у всех российского подданства.
Для сравнения, положение поляков в подчинённом Пруссии Великом княжестве Познанском было гораздо более шатким и ухудшалось с каждым годом. Пруссия проигнорировала все условия автономии герцогства и развернула политику беспощадной германизации уже с начала 1830-х годов. При этом доля поляков в герцогстве сократилась с 73 % в 1815 году до 64 % в 1910 году, а доля немцев возросла с 25 % до 31 %, евреев с 2 % до 5 %. Немецкий язык вытеснил польский в герцогстве из всех сфер жизни, за исключением бытового общения. Ассимиляционное давление было очень высоким.
Наиболее удачно судьба разделённых поляков складывалась в Галиции, входившей в состав Австро-Венгрии. Из-за своей относительной малочисленности австрийские немцы оказались не в состоянии германизировать Галицию и Краков (Малую Польшу), поэтому поляки как нация получили здесь огромные привилегии после 1880 года. Польский язык стал фактически основным языком образования даже в регионах компактного проживания русинов и украинцев.

## Конец русификации и обретение независимости
Некоторые круги в российском правительстве в 1910 году осознали необходимость либерализации административной системы в Польше и смягчения русификационной политики. Министр иностранных дел России С. Д. Сазонов выступил с предложением реформирования системы управления в Привислинском крае и расширения местного самоуправления. С началом Первой мировой войны польский вопрос обострился. И Россия, и Германия, и Австро-Венгрия желали использовать поляков в своих интересах и стремились привлечь их на свою сторону. Национал-демократическая партия Царства Польского сразу после начала войны заявила о поддержке России. Юзеф Пилсудский и его сторонники выступили на стороне Германии и начали формирование Польских легионов, которые позднее воевали против русской армии на стороне противников России.
9 августа 1914 года был издан манифест Николая II, в котором император пообещал объединение всех польских земель под скипетром Романовых и предоставление самостоятельности Польше. Однако к концу 1915 года русские войска отступили с территории Польши, Польша была оккупирована Германией и Австро-Венгрией. Чтобы привлечь поляков на свою сторону, 5 августа 1916 года Германия издала декларацию, по которой королевство Польское создавалось под протекторатом Германии в границах бывшего Царства Польского. Несмотря на обещания независимости и восстановление польских органов управления, новое государственное образование не получило всеобщей поддержки поляков, значительная часть которых продолжала ориентироваться на государства Антанты. В это же время пришедшее к власти в России после Февральской революции Временное правительство 16 [29] марта 1917 года обещало Польше полную независимость и отказ от претензий на её земли. В 1918 году Германия и Австро-Венгрия были разбиты, в обоих государствах начались революционные выступления. В октябре 1918 года власти королевства Польского установили контроль над Галицией, восстание в Великой Польше привело к свержению германской власти на этой территории, а 11 ноября 1918 года регентский совет передал всю полноту власти Юзефу Пилсудскому. Независимость Польши была восстановлена.